# John Drew
Pour les articles homonymes, voir Drew.
John Drew, né le 30 septembre 1954 à Vredenburgh (États-Unis) et mort le 10 avril 2022, est un joueur américain de basket-ball. Il joue 11 saisons en NBA au poste d'arrière ou d'ailier.

## Biographie
Drew fait ses études à l'université Gardner–Webb.
Sélectionné par les Hawks d'Atlanta au 7e rang de la draft 1974, Drew a un impact immédiat sur son équipe, avec des moyennes de 18,5 points et 10,7 rebonds par match et devenant le meilleur rebondeur offensif de la NBA lors de sa saison rookie ; Drew est nommé dans la NBA All-Rookie Team pour ces performances. De 1974 à 1982, il évolue sous le maillot des Hawks, avec lesquels il est à deux reprises All-Star, inscrivant plus de 20 points de moyenne par match à cinq reprises. Après avoir été transféré par Atlanta contre Dominique Wilkins, Drew joue trois saisons (1982-1985) avec le Jazz de l'Utah, terminant sa carrière avec un total de 15 291 points en carrière.
La carrière de Drew se termine prématurément à cause de sa dépendance à la cocaïne. Drew manque 38 matchs lors de la saison 1982-1983 pour cause de cure de désintoxication. Alors qu'on lui attribue le trophée de "Comeback Player of the Year" en 1984 pour avoir surmonté son addiction, Drew retombe dans ses travers en 1985 et est banni de la NBA en 1986 pour violations multiples sur la politique d'abus de drogue de la ligue, notamment à cause de ses multiples arrestations pour possession de drogue. Il est le premier joueur à être banni à vie de la NBA pour cette raison.
Drew vit à Houston, Texas, où Charles Barkley dit l'avoir rencontré et il ne serait plus dépendant à la cocaïne.

## Records NBA
- 14 pertes de balles le 1er mars 1978, il s'agit d'un record négatif qu'il détient avec Jason Kidd.